# Такеноучі Ютака
Такеноучі Ютака (яп. 竹野内 豊; нар. 2 січня 1971 р.) — японський актор. Його першою дебютною роботою була участь у телевізійному серіалі «Моя перша робота» (яп. 「ボクの就職」) у 1994 р. після перемоги у конкурсі моделей. Він часто з'являється у комерційній рекламі.

## Фільмографія

### Телевізійні серіали
- Моя перша робота / ボクの就職 (TBS, 1994), Саншіро: Сасакі
- Токійське університетське кохання / 東京大学物語(TV Asahi, 1994), Ко: ічі Асакуса
- Зіркові золоті монети / 星の金貨 (NTV, 1995) — Такумі Нагай[1]
- Кохання щей не прийшло / まだ恋は始まらない (Fuji TV, 1995)
- Довга відпустка / ロングバケーション (Fuji TV, 1996), Шінджі Хаяма [2]
- Зіркові золоті монети 2 / 続・星の金貨 (NTV, 1996), Такумі Нагай [3]
- Ідеальний шлюб / 理想の結婚 (TBS, 1997), Цутомі Отакі[4]
- Пляжні хлопці / ビーチボーイズ (Fuji TV, 1997), Кайто Судзукі[5]
- З любов'ю / With Love (Fuji TV, 1998), Такаші Хасегава
- Поезія кінця століття (NTV, 1998), Ітару Ноа
- Льодяний світ / 氷の世界 (Fuji TV, 1999), Ейкі Хірокава[6]
- Літнього щасливого різдва / 真夏のメリークリスマス (TBS, 2000)[7]
- Шлюб по зальоту / できちゃった結婚 (Fuji TV, 2001), Рю: носке Хіроа[8]
- Психолог / サイコドクター (NTV, 2002), Кьоске Кай[9]
- Часове обмеження / タイムリミット (TBS, 2003)[10]
- Мінлива доля імператриці та останній брат імператора / 流転の王妃・最後の皇弟 (TV Asahi, 2003), Айшінкакура Фукетцу[11]
- Юрист з розлучень / 離婚弁護士 (Fuji TV, 2004), Йошіюкі Хіросава (Гість в епізоді 1)[12]
- Доказ людини / 人間の証明 (Fuji TV, 2004), Ко: ічіро: Мунесуе[13]
- Острів Рурі / 瑠璃の島 (NTV, 2005), Тацуя Кавашіма / Макото Такахара[14]
- Рондо / 輪舞曲 (TBS, 2006), Шьо Нішіджіма / Такумі Канаяма[15]
- Завтра знов встане сонце / Tomorrow〜陽はまたのぼる〜(TBS, 2008), Ко: хей Моріяма[16]
- Босс / Boss (Fuji TV, 2009), Шінджіро: Нодате[17]
- Спаплюжена земля / 不毛地帯 (Fuji TV, 2009—2010), Шінічіро: Хьо: до:[18]
- Падаюча зірка / 流れ星 (Fuji TV, 2010), Кенго Окада[19]
- Босс 2 / Boss 2 (Fuji TV, 2011), Шінджіро: Нодате[20]
- Запропонуй мені одружитись ще раз / もう一度君に、プロポーズ  (TBS, 2012), Хару Міямото[21]
- Олімпійський викуп / オリンピックの身代金 (TV Asahi, 2013), Масао Очіай[22]
- Таксі «Чудовий вибір» / 素敵な選TAXI (KTV, 2014), Едавакаре[23][24]